# Elysium Catena
Elysium Catena una formació geològica del tipus catena del quadrangle Elysium de Mart, situat amb coordenades planetocèntriques a 17.95 ° latitud N i 150.06 ° longitud E. Té un diàmetre de 48.5 km i va rebre el nom d'una característica clàssica d’albedo. El nom va ser fet oficial per la UAI l'any 1985. El terme "Catena" fa referència a una cadena de cràters.